# Canaules-et-Argentières
 Canaules-et-Argentières  es una población y comuna francesa, situada en la región de Languedoc-Rosellón, departamento de Gard, en el distrito de Le Vigan y cantón de Sauve.

## Demografía
| 402 | 395 | 352 | 345 | 353 | 342 |
| Para los censos de 1962 a 1999 la población legal corresponde a la población sin duplicidades (Fuente: INSEE [Consultar]) |     |     |     |     |     |